# Organizacja Młodzieży Niepodległościowej „Zarzewie”

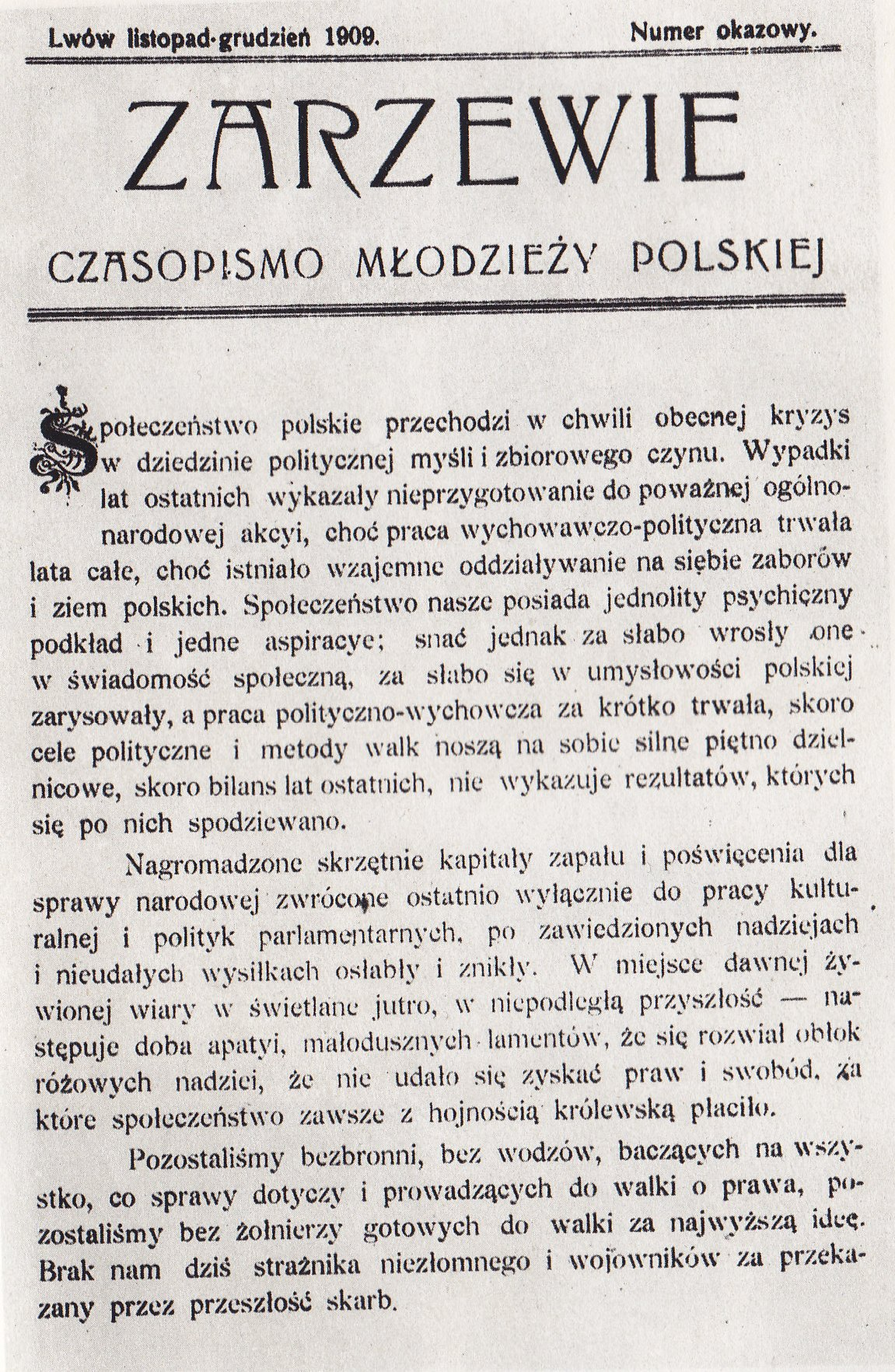
Pierwsza strona pierwszego numeru „Zarzewia” – organu Organizacji Młodzieży Niepodległościowej „Zarzewie”

Organizacja Młodzieży Niepodległościowej „Zarzewie” (w skrócie Zarzewie) – organizacja niepodległościowa działająca w latach 1909–1920.

## Historia
Od 1909 roku dookoła wychodzącego we Lwowie pisma „Zarzewie” grupowała się młodzież, która w tym i następnych latach wystąpiła ze Związku Młodzieży Polskiej „Zet”, krytykując jego podporządkowanie Lidze Narodowej, a także wycofanie się z akcji bojkotu szkoły rosyjskiej w Królestwie Polskim. Ten nowy kierunek polityczny zaczęto od nazwy pisma nazywać ruchem zarzewiackim lub zarzewiakami. Kierowała nim od października 1910 tajna Legia Niepodległości. Ruch przybierał kolejne nazwy: Niezależnej Młodzieży Narodowej, Młodzieży Niepodległościowej, od 1913 Związku Stowarzyszeń i Grup Polskiej Młodzieży Niepodległościowej „Zarzewie” (popularnie zwanym również Organizacją Młodzieży Niepodległościowej "Zarzewie"). "Zarzewie" nie było związane z żadną partią polityczną, choć współpracowało z Narodowym Związkiem Robotniczym, Narodowym Związkiem Chłopskim czy Związkiem Inteligencji Niepodległościowej. Początkowo działało głównie w Galicji, głównymi ośrodkami ruchu był Lwów i Kraków. Od 1910 rozszerzyło działalność na Kongresówkę i Poznańskie. Przed 1914 organizacje zarzewiackie działały też wśród młodzieży studiującej za granicą. „Zarzewie” prowadziło bojkot szkolnictwa rosyjskiego w Kongresówce. Do czołowych działaczy należeli: Teofil Anaszkiewicz, Henryk Bagiński, Stanisław Czerwiński, Zygmunt Dziewanowski, Jan Durys, Wacław Gajewski, Marian Januszajtis, Maurycy Jaroszyński, Tadeusz Kobylański, Józef Kożuchowski, Tadeusz Kupczyński, Eugeniusz Kwiatkowski, Feliks Młynarski, Mieczysław Neugebauer, Karol Popiel, Stefan Rudziński, Stanisław Sasorski, Stefan Szwedowski, Juliusz Ulrych, Ryszard Wojdaliński.

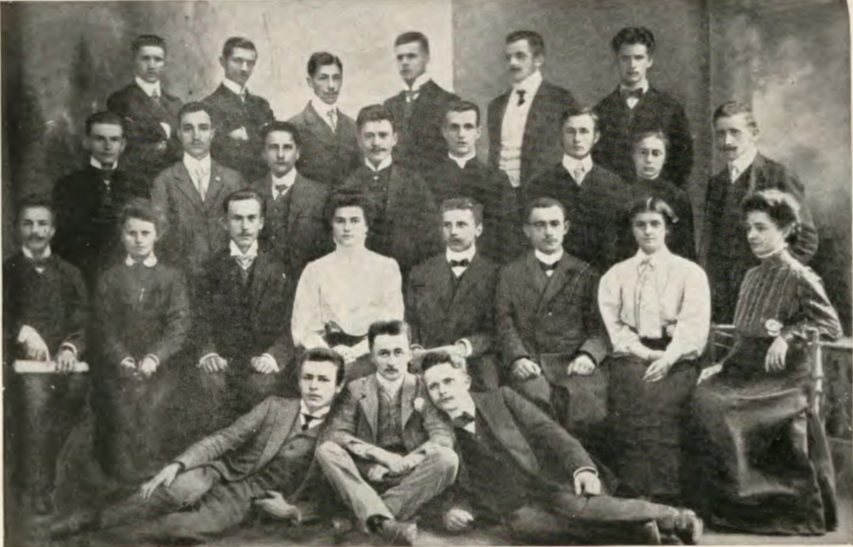
Grupa założycieli „Zarzewia” we Lwowie 1910 r. Rząd górny: 1) Kazimierz Osiński, 2) Pawel Szmydt, 3) Eugeniusz Kwiatkowski, 4) Tadeusz Kobylański, 5) Andrzej Małkowski, 6) Jan Pepłowski. Rząd środkowy: 7) Henryk Bagiński, 8) Karol Popiel, 9) Tadeusz Dybczyński, 10) Tadeusz Michciński, 11) Eugeniusz Opolski, 12) Wacław Gajewski, 13) Maria Konopacka, 14) Stanisław Frankiewicz. Rząd siedzących: 15) Stefan Rudziński, 16 Maria Woźniczakówna, 17) Mieczysław Norwid Neugebauer, 18) Ela Kwiatkowska, 19) Zygmunt Dziewanowski, 20) Kazimierz Żurawski, 21) Leokadia Błońska, 22) Janina Zakrzewska. Rząd leżących: 23) Wójcicki, 24) Stanisław Sasorski, 25) Andrzej Sienkiewicz.

Głównym ideologiem zarzewiaków był Feliks Młynarski, a istotny wpływ na kształtowanie się poglądów grupy wywarła także myśl polityczna Władysława Studnickiego, przede wszystkim książka Sprawa Polska. Za głównego wroga sprawy polskiej uznawano Rosję, zarazem propagując wychowanie nowego typu obywatela Polaka, służącego idei niepodległości i jednocześnie poprzez szkolenie wojskowego gotowego w każdej chwili do walki o niepodległą Polskę. Walka o niepodległość chciano oprzeć nie na obcej pomocy, lecz na siłach własnego narodu. Maksymalne ich wykorzystanie miała zapewnić tajna państwowość polska, wizję której wyłożył Feliks Młynarski, w opublikowanej w 1911 książce Zagadnienia polityki niepodległości. Środowisko zarzewiackie podejmując zadania szkolenia wojskowego było inicjatorem powstania w Galicji Polskiego Związku Wojskowego, a następnie powołania tajnej armii polskiej, oraz Polskich Drużyn Strzeleckich i skautingu biorąc aktywny udział w ich rozbudowie. Przed 1914 w nastawionym na samokształcenie ruchu zarzewiackim odczyty oraz prelekcje prowadził m.in. polski geograf Eugeniusz Romer. Wraz z PDS środowisko zarzewiackie wchodziło od listopada 1912 do maja 1914 w skład Komisji Skonfederowanych Stronnictw Niepodległościowych. Wystąpiło z Komisji wraz z innymi organizacjami nurtu narodowego NZR, NZCh i ZIN na znak protestu przeciw dominującej w niej roli piłsudczyków.
Po wybuchu I wojny światowej środowisko zarzewiackie podzieliło się, zdecydowana większość podporządkowała się z powrotem KSSN i po połączeniu PDS i Strzelca wstąpiła do oddziałów strzeleckich działających w Kongresówce pod dowództwem Józefa Piłsudskiego, część zaś po powstaniu NKN wstąpiła do Legionu Wschodniego dzieląc jego późniejsze losy. Znajdujące się w Królestwie PDS połączyły się w sierpniu ze Strzelcem w Warszawie dając początek Polskiej Organizacji Wojskowej, zaś struktury OMN „Zarzewie” weszły najpierw do Zjednoczenia Organizacji Niepodległościowych⁣, a następnie do Konfederacji Narodowej Polskiej. Grupa ta następnie działała głównie w POW oraz NZR, NZCh i ZIN. Część starszych działaczy znajdujących się w zaborze rosyjskim po nawiązaniu kontaktu z Stronnictwem Narodowo-Demokratycznym opowiedziała się przeciwko planom powstańczym Piłsudskiego, a następnie przeciwko werbunkowi do Legionów Polskich. Ci spośród nich którzy znaleźli się w Rosji wzięli następnie udział w pracach Centralnego Komitetu Obywatelskiego Królestwa Polskiego w Rosji, Polskiego Towarzystwa Pomocy Ofiarom Wojny i Radzie Polskiej Zjednoczenia Międzypartyjnego. Pozostali w Kongresówce skupili się w Zjednoczeniu Narodowym.
W lutym 1920 OMN „Zarzewie” rozwiązało się.

## Źródła do historii ruchu zarzewiackiego
- „Zarzewie”. Czasopismo młodzieży polskiej 1909-1914 Jagiellońska Biblioteka Cyfrowa – wersja elektroniczna
- Zarzewie 1909-1920 – Wspomnienia i materiały, red. Aleksandra Garlicka, Warszawa, 1973,
- Stefan Szwedowski, Związek Młodzieży Polskiej (OMN) 1906-1915, w: Nasza walka o szkołę polską, Warszawa 1932, t. 1,
- Zarzewie. Jednodniówka z okazji zjazdu w 25-lecie „Zarzewia”, Polskich Drużyn Strzeleckich i Skautingu, Warszawa 1934.